# Purple America

Élection présidentielle américaine de 2020 : résultats par comtés, selon un spectre de couleur allant du (candidat démocrate) au (candidat républicain).

Aux États-Unis, l'expression « Purple America » (en français « Amérique violette ») renvoie au constat, fait lors des dernières élections nationales concernant la répartition des voix sur le territoire américain, qui tend à démontrer que les analyses présentées par les médias, qui distinguent une Amérique « rouge » (républicaine) d'une Amérique « bleue » (démocrate), sont à nuancer rigoureusement.

## Analyse
La terminologie provient du choix des couleurs politiques des partis américains. Elles prirent de l'importance avec la télévision en couleur, surtout le soir des élections, où les chaînes de télévisions affichèrent des cartes avec les couleurs variant selon les résultats pour chaque État. Le rouge et le bleu offrant le meilleur contraste mais chaque chaîne avait sa propre politique. Cela est néanmoins résolu après la controversée élection présidentielle de 2000 où les couleurs furent fixées, présentant les républicains en rouge et les démocrates en bleu, le violet étant un mélange des deux couleurs.
La technique employée en règle générale par les rédactions de médias consiste à utiliser l'une ou l'autre des deux couleurs (rouge ou bleu) pour représenter le résultat du suffrage selon qu'il s'agisse respectivement d'une victoire républicaine ou démocrate, dans un État, ou un district du Congrès (sorte d'équivalent de la circonscription française). Ainsi, sont souvent présentées des cartes selon lesquelles certains États, certains districts du Congrès, seraient entièrement « offerts » à l'un des deux partis, sans tenir compte des écarts de voix (parfois très faibles), et ne reflétant pas, de cette manière, la réalité de leur répartition. Les votes, toujours selon ces cartes, seraient donc déterminés en grande partie par la seule situation géographique, les États du centre étant, pour la plupart, républicains, tandis que les États côtiers seraient principalement démocrates.
Robert Vanderbei, de l'université de Princeton, établit la première carte de la « Purple America » à l'issue des élections présidentielles de 2000. Son principe était d'exprimer les résultats et les écarts de voix de chaque canton en établissant une couleur, mélange du rouge républicain et du bleu démocrate, en fonction des scores. Ainsi, en l'absence fréquente de victoire franche, il résulte une prédominance des tons intermédiaires, c'est-à-dire violets. Quelques mois avant les élections de 2004, cette carte a été reproduite dans les grands titres de la presse américaine et mondiale. D'autres cartes similaires furent alors établies après les élections par Vanderbei et d'autres, à l'issue de quoi l'expression « Purple America » imprégna peu à peu le monde politique et entra rapidement dans le lexique anglophone courant pour exprimer le fait que les États-Unis sont moins divisés que ce que prétendent les experts politiques.